# Dhivër
Dhivër è una frazione del comune di Finiq in Albania (prefettura di Valona).
Fino alla riforma amministrativa del 2015 era comune autonomo, dopo la riforma è stato accorpato, insieme agli ex-comuni di Aliko, Livadhja, e Mesopotam a costituire la municipalità di Finiq.

## Località
Il comune è formato dall'insieme delle seguenti località:
- Dhiver
- Rumanxe
- Memoraq
- Navarice
- Dermish
- Leshnice e Siperme[3]
- Leshnice e Poshtme
- Janicat
- Llupsat
- Cerkovice
- Shendre
- Malca